# Svarttjärnen (Piteå socken, Norrbotten, 727050-170548)
Svarttjärnen är en sjö i Piteå kommun i Norrbotten och ingår i Åbyälvens huvudavrinningsområde.